# Banjar Tegal
Banjar Tegal is een bestuurslaag in het regentschap Buleleng van de provincie Bali, Indonesië. Banjar Tegal telt 4321 inwoners (volkstelling 2010).